# 欧洲E8公路

欧洲E8公路

欧洲E8公路（E8）是欧洲的一条国际公路，起点为挪威特罗姆瑟，终点为芬兰图尔库，全长约1410公里。

## 线路
欧洲E8公路穿过以下主要城市：
- 挪威：特罗姆瑟 - 北肖斯博滕 - 希博滕
- 芬兰：基尔皮斯耶尔维 - 卡雷苏万托（芬蘭語：Kaaresuvanto） - 穆奥尼奥 - 托尔尼奥 - 凯明马 - 凯米 - 奥卢 - 利明卡 - 拉赫 - 卡拉约基 - 科科拉 - 瓦萨 - 波里 - 劳马 - 图尔库

## 沿途风景

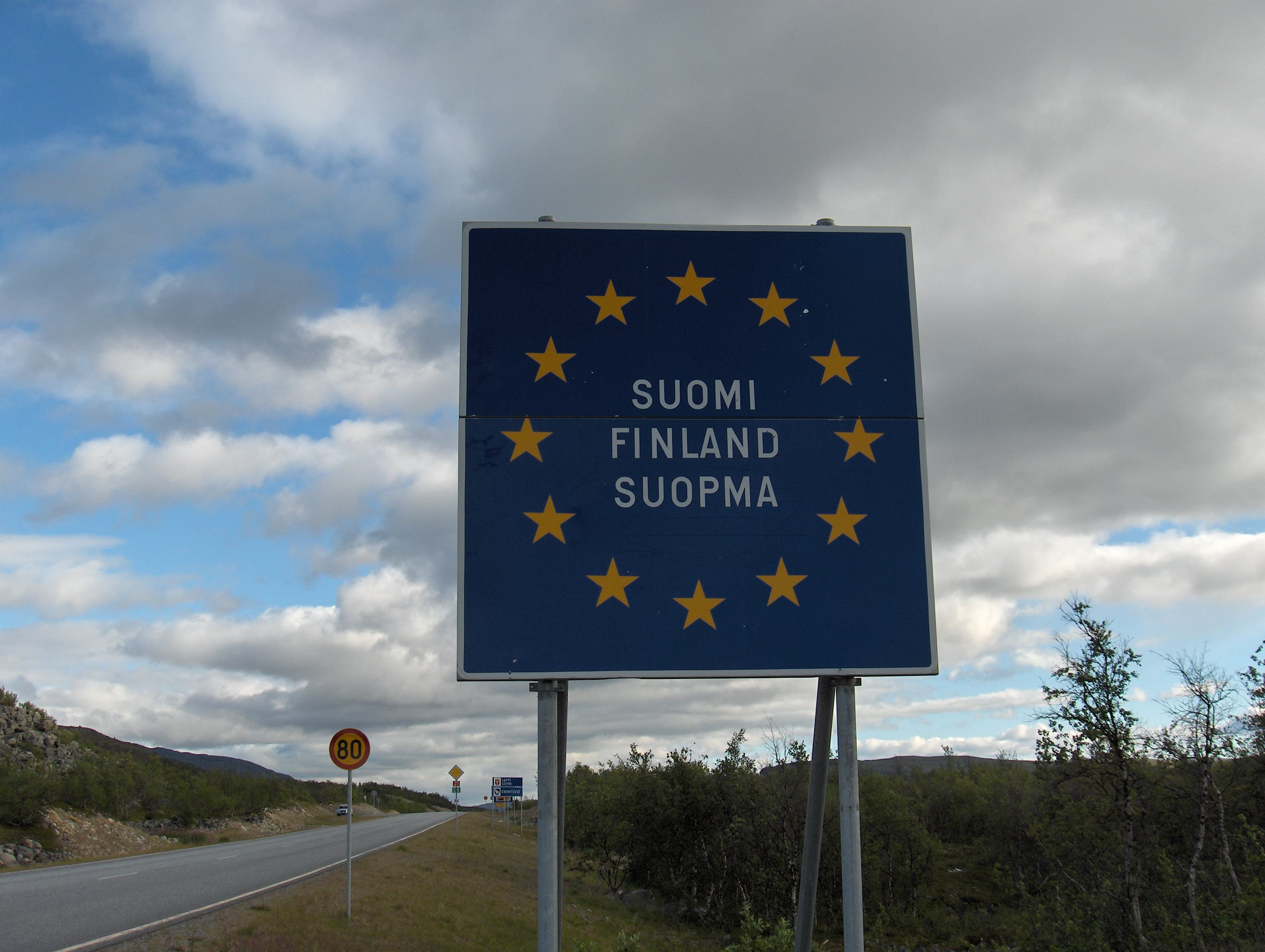
欧洲E8公路芬兰基尔皮斯耶尔维路段
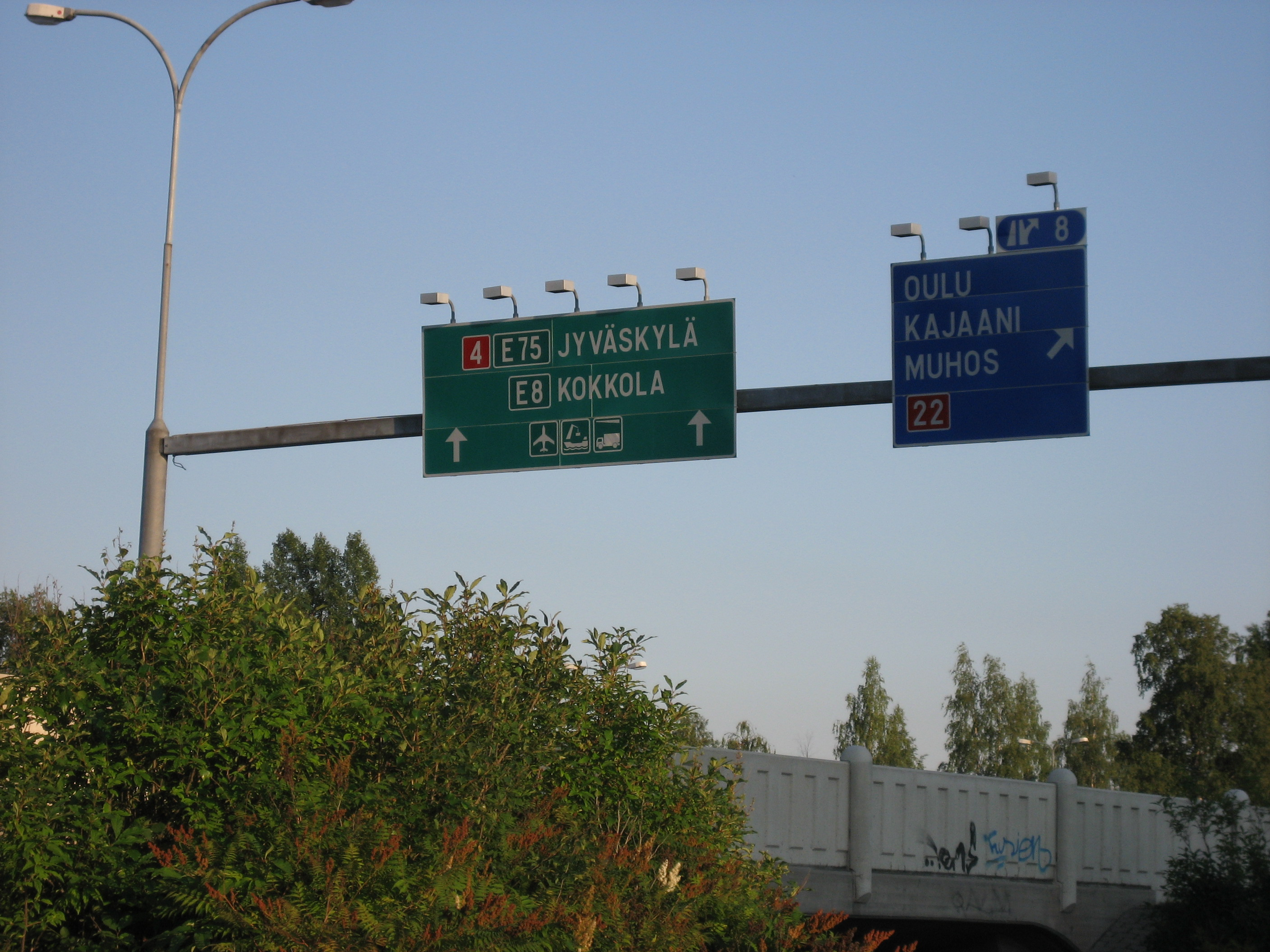
欧洲E8公路芬兰奥卢路段
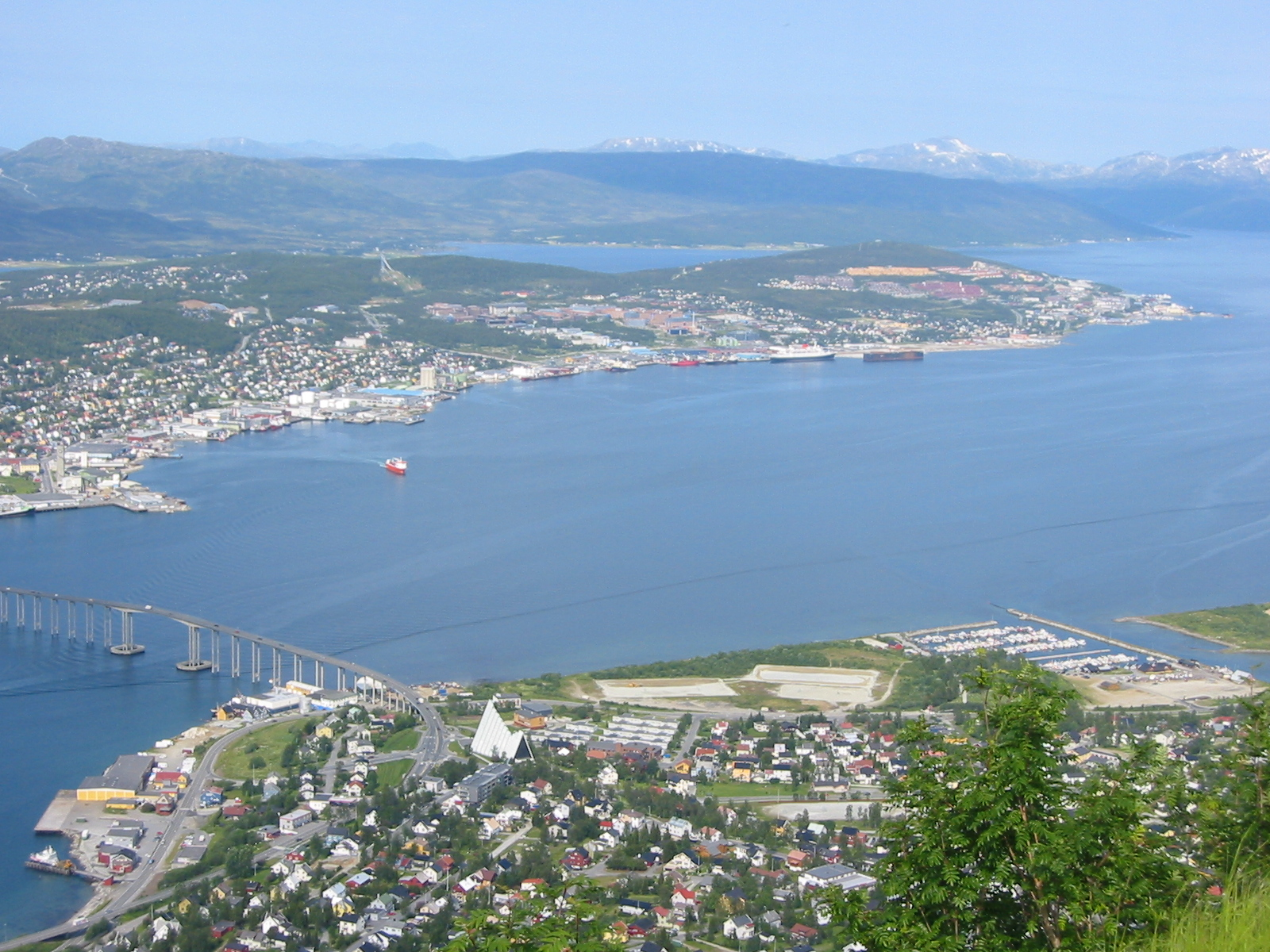
欧洲E8公路经过挪威特罗姆瑟